# Dropi
Dropi (Otidiformes) jsou velcí těžší ptáci vyskytující se v otevřených travnatých oblastech mírného a tropického pásu Starého světa; nejrozšířenější jsou v tropech Afriky, odkud zasahují do mírného pásu Eurasie (od Evropy po východní Sibiř), navíc žijí v Indii a Austrálii. Jejich jediná čeleď jsou dropovití (Otididae). Dropi patří k největším létajícím ptákům; jsou známí především svým unikátním chováním v průběhu toku. Mimo období toku žijí skrytě a jsou často přehlíženi vzhledem k dokonalému kryptickému zbarvení. V současné době je rozlišováno 26 druhů dropů, kteří kolonizovali veškeré vhodné biotopy v oblasti svého rozšíření. Na území ČR byly zjištěny tři druhy dropů.

## Ochrana dropů
Řada druhů dropů patří mezi ohrožené druhy – z celkového počtu 26 druhů jsou čtyři zařazeny mezi kriticky ohrožené, ohrožené nebo zranitelné a další čtyři jako téměř ohrožené. U ostatních druhů dochází přinejmenším ke změnám jejich statusu. V současné době existuje řada národních a mezinárodních programů, zaměřených na ochranu vybraných druhů.

## Fylogeneze

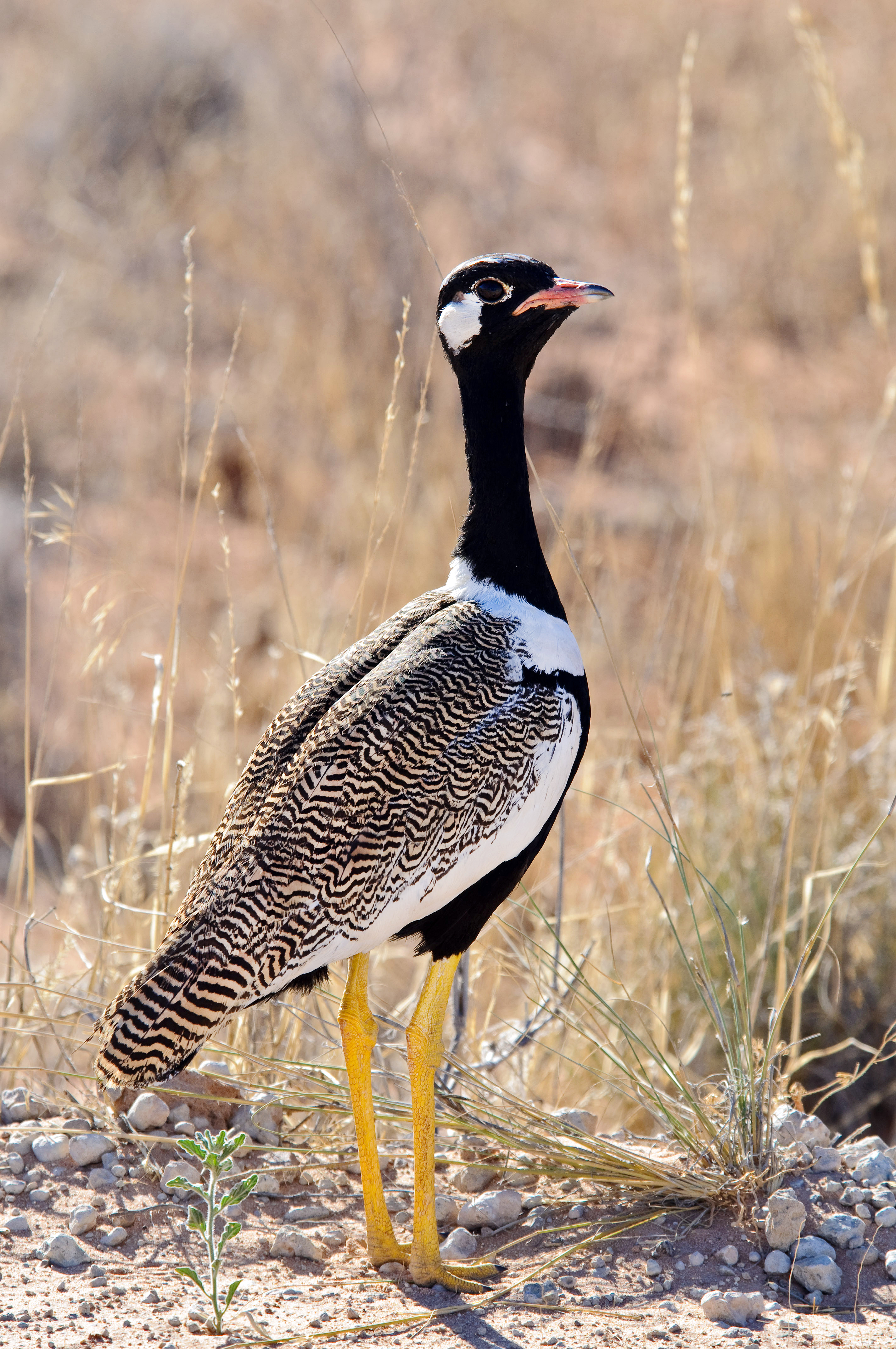
drop šedotemenný (Afrotis afraoides)

Původ dropů je třeba hledat v jižní nebo východní části subsaharské Afriky; nejstarší uváděný zástupce čeledi (Paleotis weigelti ze středního eocénu Geiseltalské hnědouhelné oblasti v Německu), podporující evropský původ skupiny, se ukázal být ve skutečnosti malým druhem pštrosa. V průběhu miocénu a pliocénu došlo k výraznému rozšíření dropu, přičemž kolonizovali Evropu a Asii. Do Austrálie se evidentně rozšířili až v nedávné době (drop australský, Ardeotis australis). Fosilní doklady jsou velmi chudé. Jejich další vývoj je dosud málo prozkoumaný, což se odráží v nejednotnosti taxonomie a různém počtu uznávaných rodů. Výzkumy DNA prokázaly vzájemnou příbuznost těchto dvojic rodů: Ardeotis a Neotis, Afrotis a Eupodotis, Chlamydotis a Otis.
Molekulární výzkumy ukázaly několik nesouladů s tradiční taxonomií. Především nebyl zjištěn žádný rozdíl mezi dropy rodů Ardeotis a Neotis, kteří by tak měli být zahrnuti do jediného rodu. Dříve navrhované širší pojetí rodu Eupodotis se ukazuje jako neopodstatněné, protože rody Lophotis, Ardeotis a Lissotis se od zástupců tohoto rodu oddělily před významnou dobou a tvoří samostatné linie. Rovněž postavení dropa Rüppellova (Eupodotis rueppellii) je velmi nejasné; druh se výrazně geneticky liší od ostatních zástupců rodu a zdá se být opodstatněné jeho původní řazení do samostatného rodu Heterotetrax.
Rovněž nejasným zůstává postavení rodu Otis v rámci čeledi. Analýzy DNA ukazují, že nejblíže příbuzným je oproti tradičním domněnkám rodu Chlamydotis.

## Klasifikace
Pozn.: V následujícím seznamu jsou uvedeny jen žijící druhy.
- Rod Afrotis
  - drop bělolící (Afrotis afra)

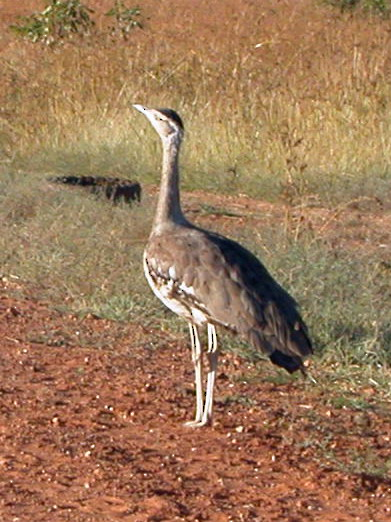
drop australský (Ardeotis australis), jediný australský zástupce čeledi

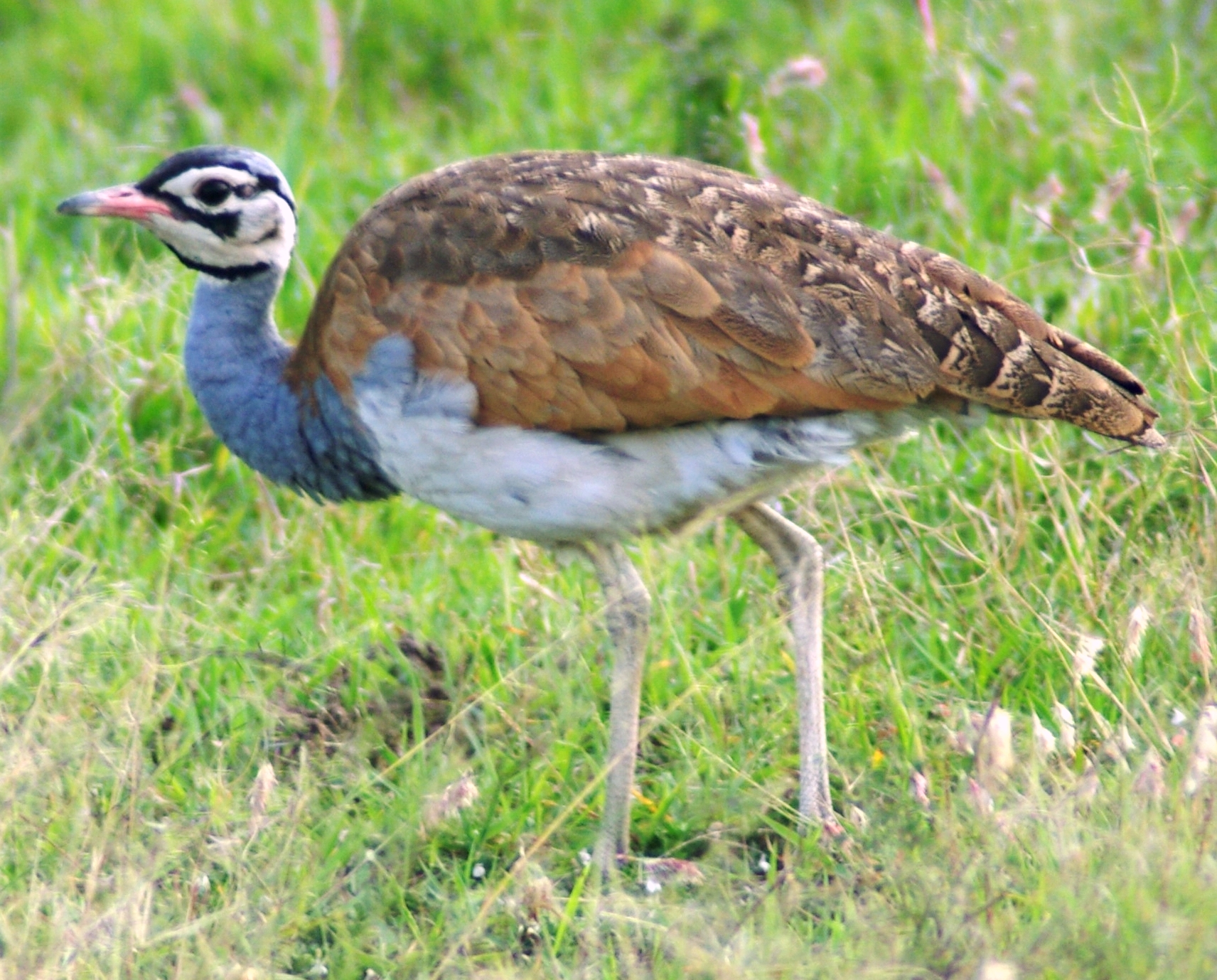
drop bělobřichý (Eupodotis senegalensis)

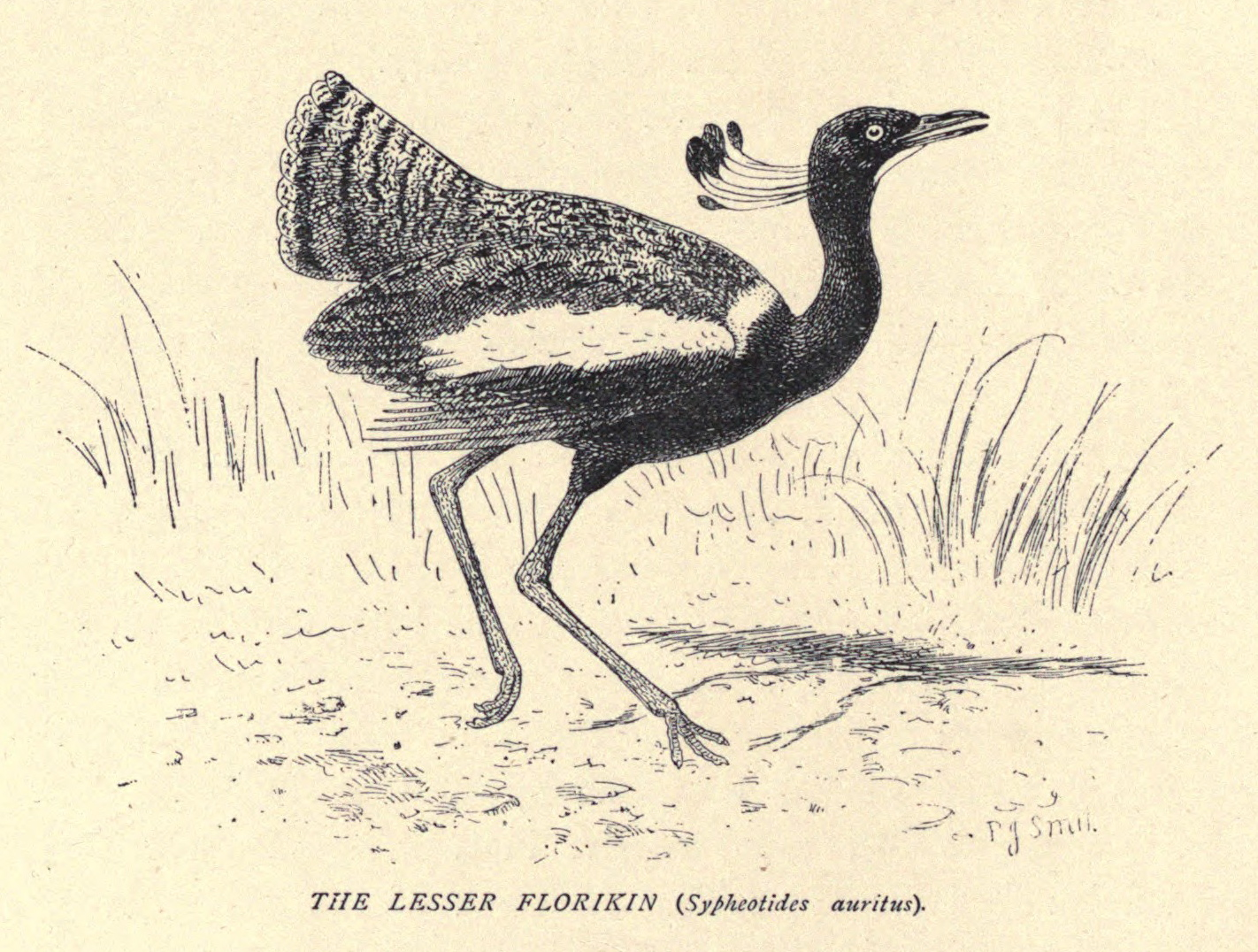
drop indický (Sypheotides indicus)

  - drop šedotemenný (Afrotis afraoides)
- Rod Ardeotis
  - drop arabský (Ardeotis arabs)
  - drop australský (Ardeotis australis)
  - drop kori (Ardeotis kori)
  - drop černohlavý (Ardeotis nigriceps)
- Rod Chlamydotis
  - drop hřívnatý (Chlamydotis macqueenii)
  - drop obojkový (Chlamydotis undulata)
- Rod Eupodotis
  - drop bělobřichý (Eupodotis senegalensis)
  - drop indický (Eupodotis indica) - dříve v rodu Sypheotides
  - drop modravý (Eupodotis caerulescens)
  - drop nejmenší (Eupodotis humilis)
  - drop Rüppellův (Eupodotis rueppellii)
  - drop Vigorsův (Eupodotis vigorsii)
- Rod Houbaropsis
  - drop bengálský (Houbaropsis bengalensis)
- Rod Lissotis
  - drop Hartlaubův (Lissotis hartlaubii)
  - drop černobřichý (Lissotis melanogaster)
- Rod Lophotis
  - drop chocholatý (Lophotis ruficrista)
  - drop Savileův (Lophotis savilei)
  - drop somálský (Lophotis gindiana)
- Rod Neotis
  - drop Denhamův (Neotis denhami)
  - drop Heuglinův (Neotis heuglinii)
  - drop Ludwigův (Neotis ludwigii)
  - drop núbijský (Neotis nuba)
- Rod Otis
  - drop velký (Otis tarda)
- Rod Tetrax
  - drop malý (Tetrax tetrax)